# Anarchy: A Journal of Desire Armed
 Anarchy: A Journal of Desire Armed é uma revista anarquista norte-americana, e foi uma das publicações anarquistas mais populares na América do Norte nos anos 1980 e 1990. Pode ser descrita como uma revista anarquista não-ideológica de interesse geral. Foi fundada por membros da Liga Anarquista de Columbia, na cidade de mesmo nome no Missouri, e continuou a ser publicada por quase 15 anos, acabando posteriormente sob o controle exclusivo editorial de Jason McQuinn (que inicialmente usou editar com o pseudônimo "Lev Chernyi"), antes de se mudar brevemente para Nova York, em 1995.
O fim do distribuidor independente Fine Print quase encerrou a revista, exigindo seu retorno para a Columbia depois de apenas duas impressões. Ela continuou sendo editada na Columbia nos anos de 1997 a 2006. A partir de 2006 passou a ser publicada a cada seis meses por um grupo com sede em Berkeley (Califórnia). A revista não aceita nenhuma publicidade.